# Samoplození
Samoplození či samozplození (či abiogeneze, archigónie, autogónie, heterogeneze, lat. generatio spontanea, generatio aequivoca, archiogenesis, archigonia) je vznik živých bytostí – nebo prvotní vznik života – bez rodičů, z jiné látky (z neživých, ale ne nutně anorganických látek – abiogeneze v užším smyslu).
Šlo o hypotézu v dávnější minulosti. Zformuloval ji ve 4. století před Kr. řecký filozof Aristotelés, podle kterého živé organismy, zejména hmyz, mohou vznikat např. ze špíny a odpadků. Tato představa byla rozšířena až do začátku 19. století, kdy ji definitivně vyvrátil francouzský chemik a mikrobiolog Louis Pasteur. Chybné Aristotelovy závěry však pokusy vyvrátil již v roce 1765 italský biolog a fyziolog Lazzaro Spallanzani.